# Theodor Kössl
Theodor Kössl (1. července 1886 Lhenice – 18. září 1969 Kouřim) byl český právník a hudební skladatel.

## Život
Byl nejstarším synem lhenického lékaře MUDr. Antonína Kössla. Studoval na českém gymnáziu v Plzni a na české části Právnické fakulty Univerzity Karlovy v Praze. Souběžně studoval i skladbu u Karla Steckra a Vítězslava Nováka. Po absolvování práv se stal notářským koncipientem v Plzni. V Plzni byl i sbormistrem pěveckého spolku Hřímalý.
Hudební odbor plzeňského Osvětového svazu založil v roce 1919 poloamatérský symfonický orchestr s názvem Symfonický orchestr Osvětového svazu (dnes Plzeňská filharmonie). Smyčce byly obsazeny amatéry a dechy byly posíleny členy orchestru plzeňské opery. Theodor Kössl se stal jeho prvním dirigentem a řídil i zahajovací koncert 17. března 1920.
V roce 1929 odešel jako notář do Kouřimi, kde setrval až do své smrti v roce 1969. Pohřben je ve své rodné obci Lhenicích.

## Dílo (výběr)

### Vokální skladby
- Jarní (1913)
- Slavnost jara (1925)
- Vánoce (1935)
- Mír (ženský sbor, cena Vachova sboru moravských učitelek, 1950)
- Rodnému kraji (kantáta, 1952)

### Orchestrální skladby
- Concertino (1936)
- Orchestrální suita I. (1933)
- Česká suita (1940)
- Orchestrální suita III. (3. cena v soutěži Svazu invalidů, 1955)
- Suita z jihočeských tanečních písní (1959)
- Suita na nápěvy lidových písní z Kolínska

### Úpravy lidových písní
- České a slovácké písně (1915–1920)
- Deset jihočeských lidových písní pro mužský sbor
- Lidové písně starého Kouřimska (smíšený sbor)